# Junko Noda
Junko Noda (jap. 野田 順子 Noda Junko; ur. 29 czerwca 1971 r. w Naniwie) – japońska seiyū i piosenkarka, dawniej związana z firmą Aoni Production.

## Wybrana filmografia
- Bleach –
  - Tatsuki Arisawa,
  - Shuno
- Detektyw Conan – Eisuke Hondō
- Daphne – Milly
- Digimon Adventure 02 –
  - V-mon,
  - Fladramon,
  - Lighdramon,
  - Magnamon,
  - Chibimon,
  - Chicomon,
  - XV-mon,
  - Paildramon,
  - Imperialdramon,
  - Keiko Kurata,
  - jeden z braci Poi
- Eureka Seven – barmanka
- Fate/stay night – młody Shirō Emiya
- Fate/Zero – młody Shirō Emiya
- Great Teacher Onizuka – Miyabi Aizawa
- Haibane renmei: Stowarzyszenie szaropiórych – Reki
- Hugtto! Pretty Cure – Harry Hariham
- InuYasha – Bunza Suekichi
- Keroro gunsō – Karara
- Kronika wojny na Lodoss –
  - Deedlit,
  - Arteen
- Last Exile – Dio Eraclea
- Love Hina – Mitsune Konno
- MegaMan NT Warrior –
  - Madoi Iroaya,
  - IceMan
- Ōban Star Racers – Molly / Eva Wei
- One Piece –
  - Tashigi,
  - Kappa,
  - Haruta,
  - młody Franky
- Soul Eater – Mira Naigus
- Shinryaku! Ika Musume – Noh Mask Rider
- Tokyo Mew Mew –
  - Zakuro Fujiwara,
  - Masha
- xxxHolic – Yuri